# جام قهرمانان آمریکای جنوبی
جام قهرمانان آمریکای جنوبی یک رقابت فوتبالی بود که در سانتیاگو، شیلی در سال ۱۹۴۸ برگزار شد و اولین تورنمنت فوتبال در سطح قاره آمریکای جنوبی بود که به میزبانی باشگاه شیلیایی کولو-کولو، با کمک رئیس وقت کونمبول لوئیس والنزولا، بین ۱۱ فوریه و ۱۷ مارس برگزار شد. واسکو دوگاما از برزیل پس از کسب بیشترین امتیاز در دور نوبت‌گردشی، برنده این رقابت شد.
این تورنمنت به عنوان پیشروی جام لیبرتادورس در نظر گرفته می‌شود و همراه با کوپا آلدائو (همچنین با نام "کوپا ریو د لا پلاتا") به عنوان یک پله مهم برای ایجاد آن در نظر گرفته می‌شود.

## بررسی
از اوایل دهه ۱۹۱۰، باشگاه‌های آرژانتین و اروگوئه در مورد کوپا آلدائو، مسابقاتی که بین قهرمانان لیگ‌های ملی برتر هر کشور برگزار می‌شود، اختلاف نظر داشتند. موفقیت بزرگ این مسابقات ایده رقابت قاره‌ای را به وجود آورد.
در سال ۱۹۲۹، روبرتو اسپیل و خوزه اوسرا برمودز، مدیران ارشد ناسیونال، رقابت بین قهرمانان ملی هر یک از اعضای کونمبول را ایده‌آل کردند. پس از تجزیه و تحلیل پراکندگی‌ها و فواصل جغرافیایی، اسپیل پروژه‌ای را در سال ۱۹۴۶ طراحی کرد که شامل نایب قهرمانان لیگ‌های ملی نیز می‌شد. با این حال، در سال ۱۹۴۸ بود که رابینسون آلوارز مارین، مدیر اجرایی کولو-کولو، و لوئیس والنزوئلا و رئیس کونمبول ، سرانجام پیشرو جام لیبرتادورس را به راه انداختند: "جام قهرمانان آمریکای جنوبی"، اولین تورنمنتی که به منظور تعیین باشگاه قهرمان آمریکای جنوبی برگزار شد.

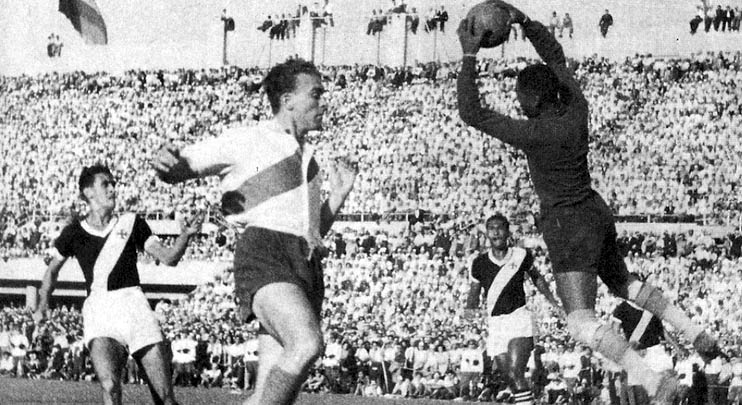
بازی ریور پلاته و واسکو دوگاما

واسکو دوگاما با هدایت چهره‌هایی مانند آگوستو، باربوسا، دنیلو، فریاسا، آدمیر و چیکو، پس از تساوی ۰-۰ مقابل ریور پلاته در آخرین دور مسابقات، به این جام دست یافت. تیم آرژانتینی به همراه اکثر بازیکنان تیم افسانه‌ای لا ماکویینا مانند خوزه مانوئل مورنو، آنخل لابرونا و فلیکس لوستاو، با اضافه شدن ستاره نوظهور آلفردو دی استفانو، وارد سانتیاگو شده بودند.
واسکو دوگاما قبلا لیتورال و املک را ۱–۰ شکست داده بود، ناسیونال را ۳–۱ شکست داد، مونیسیپال را ۴–۰ شکست داد و با باشگاه میزبان کولو-کولو ۱–۱ مساوی کرد. رقابت از نظر مالی به همان اندازه که در میدان بود موفقیت آمیز بود: میانگین حضور عمومی در هر بازی ۳۹،۵۴۹ تماشاگر بود و مسابقات ۹،۴۹۳،۴۸۳ پزو ناخالص ایجاد کرد.
این مسابقات همچنین شروعی برای ایجاد جام اروپا در اروپا بود. روزنامه نگار فرانسوی ژاک فران مجذوب این مسابقات شد. سند یوفا درباره تاریخچه جام‌های اروپا تأیید می‌کند که ژاک فران و گابریل آنو، روزنامه‌نگاران روزنامه ورزشی فرانسوی لکیپ، بنیان‌گذاران جام اروپا بودند. ژاک فران در مصاحبه با برنامه تلویزیونی ورزشی برزیلی گلوبو اسپورت در سال ۲۰۱۵ و روزنامه شیلیایی ال مورکوریو در سال ۲۰۱۸، گفت که جام قهرمانان آمریکای جنوبی الهام بخش جام ملت‌های اروپا بود: "اروپا که می‌خواست از بقیه دنیا جلوتر باشد، چگونه می‌توانست مسابقه‌ای مانند آمریکای جنوبی را به انجام برساند؟ ما باید از آن مثال پیروی می‌کردیم."

## شرکت کنندگان
| کشور     | تیم                | نحوه صعود                     |
| -------- | ------------------ | ----------------------------- |
| آرژانتین | ریور پلاته         | قهرمان لیگ برتر ۱۹۴۷          |
| بولیوی   | لیتورال            | قهرمان لا پاز ۱۹۴۷            |
| برزیل    | واسکو دوگاما       | قهرمان جام کاریوکا ۱۹۴۷       |
| شیلی     | کولو-کولو          | میزبان و قهرمان لیگ برتر ۱۹۴۷ |
| اکوادور  | املک               | قهرمان حام گوایاکیل ۱۹۴۶      |
| پرو      | دپورتیوو مونیسیپال | نایب قهرمان لیگ برتر ۱۹۴۷     |
| اروگوئه  | ناسیونال           | قهرمان لیگ برتر ۱۹۴۷          |

## بازیکنان مشهور

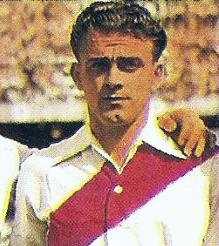
آلفردو دی استفانو معروف‌ترین بازیکن این مسابقات بود.

بازیکنانی که در آن زمان نام‌های بزرگی به حساب می‌آمدند در مسابقات شرکت کردند: آنخل لابرونا، فلیکس لوستاو، نوربرتو یاکونو، آلفردو دی استفانو، خوزه مانوئل مورنو و نستور روسی برای ریور پلاته، چیکو و مواسیر باربوسا برای واسکو دوگاما، خوزه سانتاماریا در سن ۱۹ سالگی بخشی از تیم ناسیونال مونته‌ویدئو بود، تیمی که لوئیس ولپی یک سال قبل پس از مدت کوتاهی با اینتر میلان به آن پیوسته بود.

## جدول
| رتبه | تیم                | بازی | برد | مساوی | باخت | گل زده | گل خورده | گل تفاضل | امتیاز |
| ---- | ------------------ | ---- | --- | ----- | ---- | ------ | -------- | -------- | ------ |
| ۱    | واسکو دوگاما       | ۰    | ۴   | ۲     | ۰    | ۱۲     | ۳        | —        | ۰      |
| ۲    | ریور پلاته         | ۰    | ۴   | ۱     | ۱    | ۱۲     | ۴        | —        | ۰      |
| ۳    | ناسیونال           | ۰    | ۴   | ۰     | ۲    | ۱۶     | ۱۱       | —        | ۰      |
| ۴    | دپورتیوو مونیسیپال | ۰    | ۳   | ۰     | ۳    | ۱۲     | ۱۱       | —        | ۰      |
| ۵    | کولو-کولو          | ۰    | ۲   | ۲     | ۲    | ۱۱     | ۱۱       | —        | ۰      |
| ۶    | لیتورال            | ۰    | ۱   | ۰     | ۵    | ۹      | ۱۸       | —        | ۰      |
| ۷    | املک               | ۰    | ۰   | ۱     | ۵    | ۴      | ۱۸       | —        | ۰      |

| میزبان \ میهمان    | COL  | DMU | EME | LIT | NAC | RIV | VAS |
| ------------------ | ---- | --- | --- | --- | --- | --- | --- |
| کولو-کولو          | —    | ۱–۳ | ۲–۲ | ۴–۲ | ۳–۲ | ۰–۱ | ۱–۱ |
| دپورتیوو مونیسیپال | null | —   | ۴–۰ | ۳–۱ |     |     |     |
| املک               | null |     | —   |     |     |     |     |
| لیتورال            | null |     | ۳–۱ | —   |     |     |     |
| ناسیونال           | null | ۳–۲ | ۴–۱ | ۳–۱ | —   | ۳–۰ |     |
| ریور پلاته         | null | ۲–۰ | ۴–۰ | ۵–۱ |     | —   |     |
| واسکو دوگاما       | null | ۴–۰ | ۱–۰ | ۲–۱ | ۴–۱ | ۰–۰ | —   |

## نتایج
لیست کامل از بازی‌های برگزار شده:
| کولو-کولو              | ۲–۲    | املک                 |
| ---------------------- | ------ | -------------------- |
| آراندا ۴۶' · وارلا ۵۷' | Report | جیمینز ۱۴' · یپس ۱۷' |

| واسکو دوگاما | ۲–۱    | لیتورال      |
| ------------ | ------ | ------------ |
| لله ۹'، ۶۷'  | Report | ساندووال ۷۰' |

| ناسیونال                         | ۳–۲    | دپورتیوو مونیسیپال      |
| -------------------------------- | ------ | ----------------------- |
| و. گومز ۱۱'، ۲۷' · ج. گارسیا ۵۱' | Report | کابادا ۲۹' · گوزمان ۶۶' |

| ریور پلاته                                  | ۴–۰    | املک |
| ------------------------------------------- | ------ | ---- |
| مارتینز ۱۰'، ۴۷' (پنالتی) · لوستاو ۲۵'، ۴۰' | Report |      |

| واسکو دوگاما                                   | ۴–۱    | ناسیونال    |
| ---------------------------------------------- | ------ | ----------- |
| آدمیر ۱۲' · مانکا ۶۶' · دنیلو ۶۸' · فریاسا ۸۹' | Report | و. گومز ۲۵' |

| ریور پلاته               | ۲–۰    | مونیسیپال |
| ------------------------ | ------ | --------- |
| لوستاو ۶۱' · لابرونا ۷۱' | Report |           |

| کولو-کولو                           | ۴–۲    | لیتورال          |
| ----------------------------------- | ------ | ---------------- |
| لوپز ۱۳'، ۳۷' (پنالتی) · سائینز ۸۲' | Report | کاپارلی ۳۸'، ۶۷' |

| ناسیونال                          | ۳–۱    | لیتورال     |
| --------------------------------- | ------ | ----------- |
| ا. گارسیا ۴۰'، ۵۵' · اورلاندی ۶۶' | Report | رودریگز ۶۰' |

| واسکو دوگاما | ۱–۰    | املک |
| ------------ | ------ | ---- |
| اسماعیل ۴۷'  | Report |      |

| دپورتیوو مونیسیپال           | ۳–۱    | کولو-کولو |
| ---------------------------- | ------ | --------- |
| موسکوئرا ۵۷'، ۶۰' · تورس ۸۵' | Report | وارلا ۴۶' |

| لیتورال                        | ۳–۱    | املک       |
| ------------------------------ | ------ | ---------- |
| کاپارلی ۲۳'، ۴۸'، ۸۷' (پنالتی) | Report | مندوزا ۷۰' |

| ناسیونال                                  | ۳–۰    | ریور پلاته |
| ----------------------------------------- | ------ | ---------- |
| ا. گارسیا ۴۸' · کاسترو ۵۷' · اورلاندی ۵۹' | Report |            |

| دپورتیوو مونیسیپال                        | ۴–۰    | املک |
| ----------------------------------------- | ------ | ---- |
| موسکوئرا ۱۲'، ۵۱' · دراگو ۳۵' · پرالس ۴۸' | Report |      |

| کولو-کولو  | ۱–۱    | واسکو دوگاما |
| ---------- | ------ | ------------ |
| فاریاس ۴۶' | Report | فریاسا ۶۷'   |

| ریور پلاته                                        | ۵–۱    | لیتورال              |
| ------------------------------------------------- | ------ | -------------------- |
| دی استفانو ۱۱'، ۴۷'، ۶۳' · مورنو ۲۹' · لوستاو ۸۱' | Report | کاپارلی ۸۲' (پنالتی) |

| کولو-کولو                                    | ۳–۲    | ناسیونال                   |
| -------------------------------------------- | ------ | -------------------------- |
| لورکا ۱۵' · لوپز ۷۰' (پنالتی) · پنیالوزا ۷۴' | Report | ا. گارسیا ۴' · و. گومز ۴۷' |

| ناسیونال                                      | ۴–۱    | املک                 |
| --------------------------------------------- | ------ | -------------------- |
| گامبتا ۵'، ۵۶' · ا. گارسیا ۲۹' · اورلاندی ۳۷' | Report | فرناندز ۸۷' (پنالتی) |

| واسکو دوگاما | ۰–۰    | ریور پلاته |
| ------------ | ------ | ---------- |
|              | Report |            |

| دپورتیوو مونیسیپال       | ۳–۱    | لیتورال     |
| ------------------------ | ------ | ----------- |
| لوپز ۱۵'، ۸۰' · تورس ۳۷' | Report | کاپارلی ۴۸' |

| ریور پلاته     | ۱–۰    | کولو-کولو |
| -------------- | ------ | --------- |
| دی استفانو ۶۱' | Report |           |

## گلزنان
لیست گلزنان برتر مسابقات
| رتبه | بازیکن            | باشگاه             | گل |
| ---- | ----------------- | ------------------ | -- |
| ۱    | روبرتو کاپارلی    | لیتورال            | ۷  |
| ۲    | اتیلیو گارسیا     | ناسیونال           | ۵  |
| ۳    | آلفردو دی استفانو | ریور پلاته         | ۴  |
| ۳    | پدرو لوپز         | کولو-کولو          | ۴  |
| ۳    | ماکسیمو موسکوئرا  | دپورتیوو مونیسیپال | ۴  |
| ۶    | لله               | واسکو دوگاما       | ۳  |

## قدردانی به عنوان یک پیشرو در جام لیبرتادورس
واسکو دوگاما، اگرچه همیشه خود را اولین قهرمان آمریکای جنوبی می‌دانست، اما هرگز از کونمبول برای قدردانی از این افتخار درخواست نکرده بود. با این حال، در سال ۱۹۹۶ یک کتاب کونمبول، ۳۰ سال شور و مهمانی) توسط مدیران واسکو دوگاما کشف شد. این کتاب داستان جام لیبرتادورس (بازی شده از سال ۱۹۶۰ به بعد) را بیان می‌کند و می‌گوید که مسابقات سال ۱۹۴۸ پیشین آن بود. طبق بیانیه مطبوعاتی کونمبول در ۲۹ آوریل ۱۹۹۶، مدیران واسکو دوگاما از کمیته اجرایی کونمبول درخواست کردند که افتخار فوق‌الذکر را قدردانی کند و واسکو دوگاما را به عنوان یک شرکت کننده در سوپرکوپا بپذیرد.
در آوریل ۱۹۹۶، کمیته اجرایی کونمبول معنی و اهمیت رقابت ۱۹۴۸ را به عنوان پیشروی کوپا لیبرتادورس تایید کرد (اگرچه کونمبول آن را به عنوان یک رقابت رسمی تلقی نکرده است)، بنابراین واسکو دوگاما در سال ۱۹۹۷ در سوپرکوپا لیبرتادورس شرکت کرد؛ مسابقات سابق کونمبول که فقط قهرمانان قبلی جام لیبرتادورس در آن پذیرفته شده بودند (با سوپرکاپ لیبرتادورس که شرکت برندگان سایر مسابقات رسمی کونمبول مانند جام کونمبول را نمی پذیرفت). همانطور که توسط کمیته اجرایی کونمبول بیان شد، درخواست واسکو دوگاما برای شرکت در سوپرکوپا "در قدردانی از دستاورد ورزشی و حقیقت تاریخی آن" پذیرفته شد (همانطور که در بیانیه مطبوعاتی کونمبول در سال ۱۹۹۶ در مورد قدردانی فوق‌الذکر نوشته شده است). در سال ۲۰۱۴، کونمبول صد و شانزدهمین سالگرد تاسیس باشگاه را به واسکو دوگاما تبریک گفت و اظهار داشت: "واسکو در سال ۱۹۴۸ اولین تورنمنت باشگاه‌ها در سطح قاره‌ای را به دست آورد، که ۱۲ سال بعد تبدیل به جام لیبرتادورس شد که در سال ۱۹۹۸ مصادف با صدمین سالگرد قهرمانی از تأسیس آنها شد."

## صفحه‌های مشابه
جام لیبرتادورس